# Archäologisches Museum Velzeke

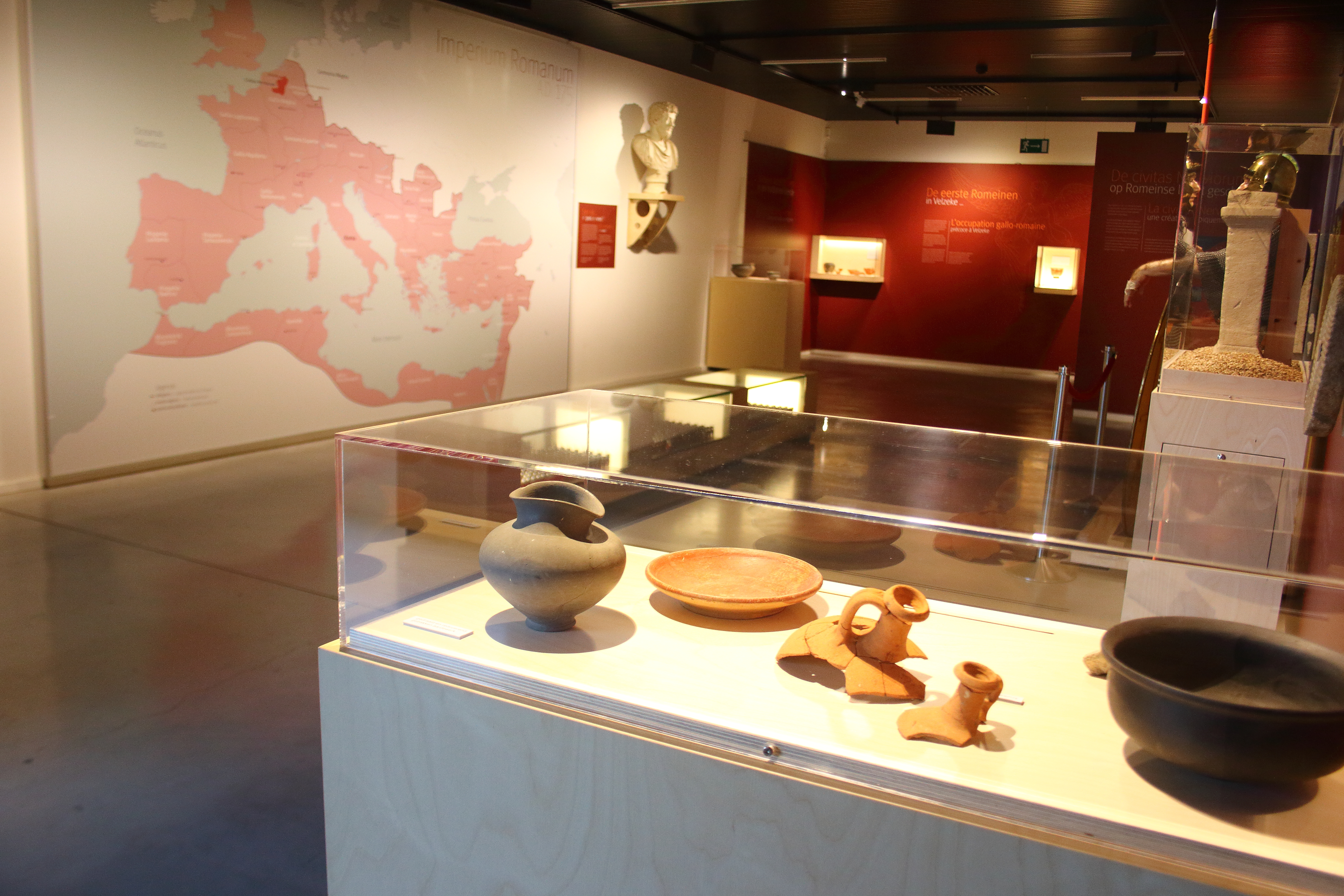
Archäologisches Museum Velzeke

Das Archäologische Museum Velzeke (niederländisch: Archeocentrum Velzeke) ist ein Museum in der Paddestraat in Velzeke-Ruddershove in Zottegem, Belgien. Der Schwerpunkt liegt auf der Prähistorie und der galloromanischen Zeit. Das Museum öffnete seine Pforten im Jahre 1972.
Das Museum befindet sich in Velzeke, einem Vicus, an dem sich zwei römische Straßen kreuzten (Boulogne-Tongeren und Bavay-Nord). Es ist der Ausgangspunkt für die ausgeschilderte Touristenroute Viae Romanae Velzeke-Bavay, die der alten Römerstraße nach Bavay folgt.
Archäologen fanden mehrere römische Artefakte auf der archäologischen Stätte neben dem Museum. 1971 wurde eine Bronzestatue gefunden, die als „Venus von Velzeke“ bekannt ist. In Velzeke wurde ein Schatz römischer Münzen aus dem 3. Jahrhundert entdeckt, darunter 91 Denare (aus der Regierungszeit von Septimius Severus bis zu Gordian III.) und 93 Antoniniani (aus der Regierungszeit von Elagabal bis zu Postumus). Seit 2021 finden auf dem Gelände neue Ausgrabungen statt. Es wird ein archäologischer Park mit rekonstruierten römischen Villen und Straßen angelegt. 1998 wurde auf dem Dorfplatz in der Nähe des Museums eine Statue von Julius Cäsar aufgestellt.